# Brachycaudus iranicus
Brachycaudus iranicus är en insektsart. Brachycaudus iranicus ingår i släktet Brachycaudus och familjen långrörsbladlöss. Inga underarter finns listade i Catalogue of Life.